# „15” (film)
„15” , menționat uneori 15, este un film românesc din anul 2005, regizat de Sergiu Nicolaescu. Rolurile principale sunt interpretate de Maia Morgenstern, Șerban Ionescu, Cristian Iacob, Ioana Moldovan, Daniela Nane și Mihaela Rădulescu. 
Filmul urmărește două acțiuni paralele: moartea dramatică a unui tânăr marinar în decembrie 1989 la Timișoara și căutarea, după 15 ani mai târziu, a unui copil născut în zilele Revoluției de către o jurnalistă franceză de origine română. 

## Rezumat
În ziua de 21 decembrie 2004, jurnalista franceză de origine română Irene (Maia Morgenstern) de la ziarul Le Parisien Libre primește sarcina de a face un reportaj despre „România la 15 ani după Revoluție”. Ea se deplasează cu avionul de la Paris la București, fiind așteptată de o cunoștință mai veche, Andrei (Șerban Ionescu). Jurnalista franceză aflase despre nașterea în zilele Revoluției a unui copil la Catedrala din Timișoara și vrea să-l găsească pentru a scrie un articol despre el.
Acțiunea filmului se mută apoi în ziua de 16 decembrie 1989, în care marinarul Marinică (Cristian Iacob) sosește cu vaporul la Constanța după trei luni de absență din țară. Iubita lui, Imola (Ioana Moldovan), locuiește la Timișoara și este însărcinată în ultima lună, iar Marinică vrea să se cunune religios cu ea înainte de nașterea copilului. El merge cu trenul de la Constanța la Timișoara și se îmbată în timpul călătoriei, sosind beat la destinație. Imola locuia în același apartament cu două colege de serviciu de la Comtim, Nina (Daniela Nane) și șvăboaica Hilde (Mihaela Rădulescu). Cei patru (Marinică și cele trei femei) întâlnesc în curtea casei o femeie în vârstă care le spune că toți oamenii din Timișoara o să fie condamnați la moarte și o să ajungă în pământ. Imola și Marinică se duc la biserică pentru a se cununa, dar marinarul este atât de beat încât ceremonia religioasă nu mai are loc și se amână pentru a doua zi.
A doua zi dimineața, femeile trebuie să meargă la serviciu, iar Imola și Nina, însoțite de Marinică, se urcă în autoizoterma lui nea Cioacă (Valentin Teodosiu) pentru a ajunge la Comtim. De obicei ele erau duse cu Trabantul lui Hilde, dar aceasta din urmă găsise lângă mașină în acea dimineață o pungă cu un pistol și se dusese la sediul Miliției pentru a-l preda. În acea zi, în orașul Timișoara era agitație, pe străzi circulau TAB-uri, iar Hilde a văzut milițieni bătând oameni în curtea sediului Miliției Județene. Din cauza agitației din sediul Miliției, ea nu mai predă pistolul și se duce la Comtim. În timpul drumului către combinat, lui Marinică i s-a făcut rău de la băutură și a coborât pentru a vomita. El are o altercație acolo cu un muncitor (interpretat de Paul Fister) pe care-l bate, iar acesta din urmă îi urează „să-l arză focul”. Marinică și cele trei femei iau masa la cantina combinatului, iar directorul îi anunță că în oraș au loc mișcări de stradă și le recomandă să stea liniștiți și să nu răspundă la provocări. 
Cei patru se întorc acasă, iar Marinică ia pistolul de la Hilde. Imolei îi vine să nască și este urcată în Trabant pentru a fi dusă la spital. Pe străzi circulă însă TAB-uri, iar Hilde intră cu mașina într-un stâlp. Marinică este rănit ușor și are fața plină de sânge. Hilde și Nina o duc pe Imola în sala de nașteri, în timp ce Marinică rămâne pe scările Spitalului Județean. În fața spitalului are loc o manifestație anticomunistă, iar militarii trag în manifestanți, omorând pe câțiva ei dintre ei. Marinică este rănit întâmplător în burtă de un glonte și leșină; cum avea deja fața plină de sânge, el este crezut mort și ridicat împreună cu ceilalți morți pentru a fi dus la morgă. 
Acțiunea filmului revine în prezent. Andrei a aflat că copilul de la Catedrala din Timișoara era un copil abandonat, cu părinți dispăruți. El fusese găsit pe treptele catedralei de un soldat pe nume Cristu Dan, care l-a dus la spital. Copilului i s-a dat numele soldatului care i-a salvat viața. El a fost dus la vârsta de șase ani la Casa de copii din Reșița. Pe când avea 14 ani, copilul fusese acuzat că a furat tricoul unui fotbalist dintr-o bază sportivă și condamnat la doi ani de recluziune în Școala de corecție de la Pitești. După un an a fost eliberat pentru bună purtare și a plecat la București în urmă cu o lună. Făcând o investigație printre copiii de la Centrul de reeducare și copiii străzii din București, Irene și Andrei au aflat că Cristu Dan fusese văzut cu două zile în urmă într-un canal din Popești-Leordeni.
Aflat la Timișoara în zilele Revoluției, generalul Constantin Nuță (Ion Dichiseanu), șeful Inspectoratului General al Miliției, a dispus ridicarea a 40-45 de cadavre de la morga Spitalului Județean și transportarea lor la București pentru a fi incinerate, acțiune care a primit numele de cod Operațiunea Trandafirul. Printre cadavrele morților s-a aflat și corpul lui Marinică, care nu își revenise încă din leșin. Procurorul general adjunct Gh. Diaconescu dăduse anterior un ordin de neautopsiere a cadavrelor. Un număr de 43 de cadavre au fost încărcate în autoizoterma lui nea Cioacă pentru a fi duse la București. Escortată de milițieni, autoizoterma condusă de nea Cioacă pleacă spre București. Marinică s-a trezit pe drum în autoizotermă și a început să bată în pereți și să strige, după care a leșinat din nou. Lui Nea Cioacă i s-a părut că aude ceva zgomote în autoizotermă, dar căpitanul Ciucă i-a spus că se înșală. Autoizoterma a fost așteptată la km 36 de pe autostrada București-Pitești de o echipă de ofițeri condusă de colonelul Ion Baciu. Echipa de ofițeri bucureșteni a preluat transportul, operațiunea primind de aici indicativul „Acțiunea Vama”. 
Autoizoterma a ajuns la Crematoriul Cenușa, de unde cadavrele au fost descărcate și introduse în cuptoare pentru a fi arse. Marinică și-a revenit pentru o clipă (el avea prinsă de picior o etichetă cu nr. 15) și și-a dat seama că se întâmplă. El a visat că a fugit de la crematoriu, a ajuns cu un taxi la Gara de Nord din București, a urcat în trenul de Timișoara, a ajuns acolo și, scăpând de militarii care trăgeau în manifestanți, s-a dus la spital, unde Imola născuse o fetiță. Apoi Marinică și Imola s-au cununat la biserică. El se trezește în autoizotermă și, neputând să fugă din cauza rănii și a șocului hipotermic, își înghite medalionul. Corpul său este introdus în cuptor și se aud niște țipete, iar unul dintre angajați constată speriat: „Ăsta era viu, mă!”. Cenușa cadavrelor este aruncată într-un canal din Popești-Leordeni, același unde fusese văzut Cristu Dan.
Între timp, Imola fugise de la spital pentru a-l căuta pe Marinică. Deoarece i-a venit să nască, ea a fost dusă de Hilde și Nina spre spital, dar nu a ajuns acolo din cauza haosului din oraș și a născut un băiat în Catedrala din Timișoara, murind la naștere. 
În finalul filmului, Irene și Andrei aduc câteva mașini de jandarmi pentru a-i prinde pe copiii străzii aflați în clădirea dezafectată din Popești-Leordeni. Aceștia fug, dar Cristu Dan rămâne în canal. Copiii strânși de jandarmi spun că nu-l cunosc pe Cristu Dan. Jandarmii sudează capacele de canal, iar băiatul rămas captiv acolo găsește medalionul ars al tatălui său și-l ia cu el spunând că poate-i va purta noroc. Irene se întoarce la Paris, spunându-i lui Andrei să caute băiatul în continuare pentru că ea ar vrea să-l înfieze.

## Distribuție
- Maia Morgenstern - Irene
- Șerban Ionescu - Andrei
- Cristian Iacob - Marinică (creditat Cristi Iacob)
- Ioana Moldovan - Imola
- Daniela Nane - Nina
- Mihaela Rădulescu - Hilde
- Ion Dichiseanu - generalul Constantin Nuță, șeful Inspectoratului General al Miliției
- Valentin Teodosiu - șoferul Dorel Cioacă („Nea Cioacă”)
- Vladimir Găitan - deputatul Butunoiu
- Constantin Cotimanis - deputatul Coriolan Drăgoescu
- Eusebiu Ștefănescu - colonelul Ion Deheleanu, șeful Miliției Județene Timiș
- Cristian Șofron - directorul Centrului de reeducare de la Pitești
- Ion Lupu - dr. Ovidiu Galea, directorul Spitalului Județean din Timișoara
- Dragoș Stemate - șeful lui Irene
- Bogdan Costea
- Eugenia Bosânceanu - bătrâna
- Doru Nica
- Florin Chiriac - căpitanul Valentin Ciucă
- Adrian Pavlovschi
- Paul Fister - muncitorul care se bate cu Marinică
- Daniel Tomescu
- Vasile Popa - muncitor la crematoriu
- Doru Dumitrescu - un ofițer de miliție
- Șerban Pavlu - taximetristul
- Bogdan Vodă - „Sylvester Stallone”, secretarul de partid de la Comtim
- Ilie Vlaicu (creditat Vlaicu Ilie)
- Alexandru Chiciu - medicul ginecolog
- Constantin Drăgănescu
- Ion Chelaru - colonelul Nicolae Ghircoiaș, directorul Institutului de Criminalistică din Inspectoratul General al Miliției
- Ion Polizache
- Ani Crețu
- Ion Haiduc - directorul Comtim Timișoara
- Ion Cincasciuc - un milițian

## Producție
Scenariul filmului a fost scris de Dumitru Radu Popescu și Sergiu Nicolaescu. Pe genericul de la începutul filmului este făcută următoarea precizare: „întâmplările din film sunt inspirate din fapte reale și orice asemănare de nume este pur întâmplătoare”.
Filmul a câștigat concursul de proiecte cinematografice din 2004 și a beneficiat de un credit rambursabil acordat de Centrul Național al Cinematografiei în sumă de 980.000 de lei noi. Potrivit declarațiilor regizorului, costurile totale au fost însă aproape duble.  Sunt înscriși pe generic ca parteneri S.C. Expo Market Jackson Ltd S.R.L., Air France și Ageximco.
Filmările au durat 40 de zile și au avut loc în perioada 22-24 decembrie 2004 la Paris, iar din 7 februarie și până în 30 martie 2005 la Paris, București, Timișoara, Constanța și Pitești.   Cristi Iacob a filmat la Crematoriul Cenușa din București, nedorind să fie dublat, el afirmând că mirosul de acolo era răscolitor. 
Regizori secunzi au fost Daniel Bărbulescu și Alexandru Chiciu. Coloana sonoră a fost realizată de Mihai Orășanu. Cascadoriile au fost coordonate de Ion Maldea, iar consilier a fost Ion Caragea.
La începutul filmului, se aduc mulțumiri pentru sprijinul acordat P.F. Teoctist, patriarhul Bisericii Ortodoxe Române, Mitropoliei Banatului, Primăriilor Municipiilor Arad, București, Constanța și Timișoara, domnului Sabin Pop, ambasadorul României în Republica Franceză, Ministerului Apărării Naționale, Trupelor Terestre, Ministerului Transporturilor, S.N.T.F.C. S.A. București, Becker-Air, Direcției pentru Protecția Copilului Sector 4 București și S.O.S. - Satele Copiilor România, Centrului de Plasament „Robin Hood” - București, Centrului de Plasament „Casa Speranței II” - București, Centrului de reeducare - Găiești, Școlii Generale nr. 2 - Popești-Leordeni, Colegiului Național „C. Diaconovici-Loga” - Timișoara.

## Simbolistică
Criticul de film Alex. Leo Șerban a identificat trei simboluri ale numărului 15 (titlul filmului): cei 15 ani care au trecut de la Revoluție, „timp în care idealurile pentru care au murit acei oameni în decembrie '89 s-au transformat, pentru unii (puțini) în conturi serioase în bănci, iar pentru alții (majoritatea) în pensii mizere și ajutoare de șomaj”, numărul de pe eticheta prinsă de piciorul lui Marinică și vârsta fiului Imolei și a lui Marinică. 

## Recepție
Filmul „15” a avut premiera la 21 octombrie 2005. El a fost vizionat de 12.862 de spectatori la cinematografele din România, după cum atestă o situație a numărului de spectatori înregistrat de filmele românești de la data premierei și până la data de 31 decembrie 2007 alcătuită de Centrul Național al Cinematografiei. El s-a clasat pe locul 2 în clasamentul celor mai vizionate filme românești din anul 2005, pe primul loc aflându-se Moartea domnului Lăzărescu al lui Cristi Puiu (cu 28.829 spectatori), în timp ce pe locul 3 s-a situat Second Hand al lui Dan Pița (cu 2.992 spectatori).

### Aprecieri critice
Recenziile făcute de critici au fost în general negative. Astfel, jurnalistului Ion Cristoiu i s-au părut exagerate acțiunile militare din film, „atmosfera părând închiriată de la filmele despre loviturile de stat militare din America Latină”. El a remarcat lipsa de implicare a celor patru personaje principale (Imola, Marinică, Hilde și Nina) în evenimentele din decembrie 1989 de la Timișoara. 
Valerian Sava a afirmat că filmul este o aberație lustruită și primitiv-insolentă.  Andrei Gorzo a criticat filmul, considerându-l „genul de glumă proastă pe care o poate produce o cultură pop ce funcționează zeci de ani în condiții perverse”, iar singurii actori care au jucat bine au fost catalogați doar cei care au refuzat să apară în film. 
Mihai Fulger de la „Averea” a caracterizat filmul drept un „rebut (...) semnat de unul dintre ultimii dinozauri ai cinematografiei noastre” plin de contradicții, remarcând că Marinică nu se împotrivește arderii de viu în cuptor deși are un pistol la îndemână, iar secvența morții sale se află „pe culmile penibilului: în ultimele clipe, eroul vede o icoană (într-un crematoriu comunist!), iar o lumină divină se pogoară asupra sa din... cuptor. Tot privind o icoană se stinge și Imola, în mijlocul Catedralei, după nașterea copilului. Care copil, ajuns pe străzi, va găsi, după 15 ani, medalionul purtător de noroc al tatălui său („coincidență" cum nici în cele mai proaste telenovele nu prea mai vezi)”.  Scena incinerării de viu a corpului lui Marinică l-a făcut pe un alt jurnalist să-l considere pe marinar „un demn urmaș al ciobanului din Miorița (...) [care] își acceptă destinul implacabil sfârșind în cuptor. Deși înainte se arătase capabil să se miște și să strige, în fața celor de la crematoriu personajul nu mai zice nimic și nu vrea să le dea acestora nici un semn că ar fi viu”. 
Într-un articol publicat în Revista 22, Laurențiu Brătan a criticat dur filmul, considerând că filmele regizate de Sergiu Nicolaescu în ultimul timp sunt catastrofe ale unui regizor megaloman. Scenariul este catalogat „prost și confuz spre final”. Jurnalistul remarcă existența unor „scene corect filmate, în spiritul cascadoriilor de odinioară” precum cea a evadării marinarului din autoizoterma cu morți, dar numai dacă este scoasă din context, altminteri scena este lipsită de sens. Brătan se simte deranjat de lecția de moralitate ale senatorului Sergiu Nicolaescu la adresa corupției colegilor din Parlament, considerând-o „o palmă pe obrazul unui popor pe care-l minte cu o nerușinare și un tupeu caracteristice nomenclaturiștilor de ieri, transformați în nomenclaturiștii de azi”. Jurnalistul afirmă că regizorul a reușit să compromită cariera actriței Maia Morgenstern, oferindu-i roluri atât de jalnice „încât Nicolaescu ar trebui să fie dat în judecată pentru crimă artistică într-o (iluzorie) justiție a artei”. Alți actori precum Cristian Iacob, Șerban Ionescu sau Daniela Nane au o prestație nulă, ei trebuind, potrivit criticului citat, să refuze colaborarea la acest film. 
Actrița Maia Morgenstern și-a caracterizat personajul ca fiind „o femeie fandosită, care coboară în canalele copiilor străzii ferindu-și nasul cu eșarfa ei roz. (...) Sub aparenta ei eleganță, rafinată, dornică să-și păstreze echidistanța, se ascunde un purtător de cuvânt al unei mentalități de o superficialitate absolut cutremurătoare”.
Alex. Leo Șerban a remarcat că filmul are un ton amar și deziluzionat. La 15 ani de la revoluție, România a devenit o „țară-a-nimănui, asemeni copiilor abandonați prin canale, o țară a contrastelor sociale în care cei cu mână lungă fac legea, iar corupția se măsoară în oferta de șpăgi și omerta generalizată: cei care au fac ciocu' mic, refuzând să răspundă de unde au, iar cei care n-au stau cu botul pe labe, înfrânți de „sistem”.” 

## Premii
Uniunea Cineaștilor din România (UCIN) a acordat în anul 2005 două premii acestui film: Premiul pentru muzică de film (compozitorul Petru Mărgineanu) și Premiul pentru coloană sonoră (Mihai Orășanu). 
Filmul „15” a obținut Premiul III („The Bronze Knight”) la Festivalul Internațional de Film „Zolotoy Vityaz” (Золотой Витязь) de la Moscova (2006).